# Mimmi Benckert Claesson
Mimmi Benckert Claesson, född 16 april 1997, är en svensk barnskådespelare.
Hon har spelat mot bland andra Mikael Persbrandt och Lena Olin i filmen Bang Bang Orangutang av regissören Simon Staho. Benckert Claesson har också medverkat i filmen Daisy Diamond. 2007 dubbade hon i TV-serien Supertrion som en av de tre huvudrollerna Linny.[källa behövs] Hon har medverkat i filmen Wallander – Cellisten. Hon har varit rösten som Eloise i det tecknade barnprogrammet Eloise.
Mimmi Benckert Claesson är dotter till Vicki Benckert.

### Fotnoter
1. 1 2 3 4  ”Mimmi Benckert Claesson”. IMDb.com. http://www.imdb.com/name/nm1845009/. Läst 30 september 2012.